# 無頼より 大幹部
『無頼より 大幹部』（ぶらいより だいかんぶ）は、1968年1月13日に公開された日本の映画。製作は日活。無頼シリーズ第1作。

## 概要
藤田五郎の著書・無頼を映像化した作品。
渡世の義理により友達の杉山に重傷を負わせ、三年間を刑務所で暮らした五郎は、かつての街に帰ってきたが、上野組によって街は牛耳られていた。

## キャスト
- 藤川五郎 ： 渡哲也
- 橋本雪江 ： 松原智恵子
- 辻川勇： 川地民夫
- ドス健 ： 深江章喜
- 杉山勝彦 ： 待田京介
- 杉山夢子 ： 松尾嘉代
- 島元久造 ： 高品格
- 上野 ： 青木義朗
- 島元公子 ： 北林早苗
- 鈴木 ： 藤竜也
- ホステス・冴子 ： 三条泰子
- 松田 ： 戸田皓久
- ナイトクラブ歌手 ： 青江三奈
- 新宮 ： 加原武門
- ペット ： 市村博
- 新宮の用心棒： 黒田剛
- ハート ： 亀山靖博
- 三森 ： 八代康二
- チョボイチ： 木下雅弘
- 冴子の夫 ： 野村隆
- 少年時代の杉山： 藤田漸
- 三人組の女一人：佐藤サト子
- 信子 ： 吉田志津子
- 店員 ： 森みどり
- 太郎の母：椎名伸枝
- マンボ： 吉田武史
- 坊主： 中平哲仟
- 寿し銀の板前：桂小かん
- 上野組組員： 高橋明
- 水原一家子分： 本目雅昭、大庭喜儀
- 吉市：晴海勇三
- 水原一家子分： 大門実
- バーの女： 大谷木洋子
- 上野組組員： 岩手征四郎、 根本義幸、水川国也
- 水原一家子分：北上忠行
- 上野組組員： 大前田武
- 少年時代の五郎： 日下部聖悦
- 藤川桃子：小林麻由里
- 技斗： 渡井嘉久雄
- バーのマダム： 富永美沙子
- 水原：水島道太郎
- 辻川猛夫：浜田光夫

## スタッフ
- 監督 ： 舛田利雄
- 脚本： 池上金男
- 企画 ： 岩井金男
- 原作 ： 藤田五郎  (或る暴力団幹部のドキュメント「無頼」南北刊著)
- 音楽 ： 伊部晴美

## 同時上映
- 『遊侠三国志 鉄火の花道』